# Waldemar Kaempffert
Waldemar Kaempffert (né le 27 septembre 1877 à New York et mort le 27 novembre 1956) est un écrivain scientifique et un directeur de musée américain.

## Biographie
Waldemar Bernhard Kaempffert est né à New York où il a grandi. Il reçoit sa licence de sciences au City College of New York en 1897. Il est ensuite employé par Scientific American, d'abord comme traducteur de 1897 à 1900, puis comme rédacteur de 1900 à 1916. Il écrit des articles sur la science pour d'autres périodiques dont trois articles pour Harper's au début de 1908. En 1916, il devient le rédacteur en chef de Popular Science Monthly. Le 7 janvier 1911, il épouse Carolyn Lydia Yeaton, qui mourra en 1933.
En 1922, il commence à écrire des articles sur les sciences pour le New York Times, puis il y est nommé rédacteur en chef pour les sciences et les techniques de 1927 à 1953. Pendant les années 1920, il écrit également des articles de magazine en free-lance. En juin 1924, il produit un essai pour Forum magazine, intitulé The Social Destiny of Radio, à destination du grand public où il raconte comment la radio change le mode de vie américain.
En 1928, à l'issue d'un recrutement national, le Musée des sciences et de l'industrie de Chicago recrute Kaempffert en tant que premier directeur. Il avait la vocation de présenter l'histoire des sciences et industries. Il souhaitait que les conservateurs et les muséographes basent leurs travaux sur des recherches précises afin d'être le plus exact possible. Cette obsession de l’objectivité a conduit à des conflits avec le comité directeur, particulièrement à l'occasion de l'engagement de George Ranney (en), qui était par ailleurs directeur de International trucks. Cet engagement a créé un conflit d'intérêts dans le musée quand International Harvester contribua à une exposition sur les tracteurs agricoles, qui présentait son prédécesseur comme l’inventeur du tracteur. Les recherches de Kaempffert et son équipe montraient le contraire mais il n'a pas pu s’opposer au donateur et à son comité directeur.
Le comité directeur trouva un problème dans la gestion de Kaempffert. Le comité composé de chefs d'entreprise surveillé soucieux de suivre chaque dollar dépensé alors que Kaempffert était laxiste dans sa gestion. Aucune malversation ne fut découverte mais le comité directeur voulait une meilleure surveillance. Dans ce but ils ont créé un poste d'assistant directeur chargé d'assister le directeur mais aussi de rendre directement compte au comité directeur. Il s'agissait d'une restriction à l'autorité de Kaempffert qui le conduisit à demander son retour, en janvier 1931, au New York Times dans son ancien travail. Le Times le reprit jusqu'en 1956 où William L. Laurence lui succéda.
Kaempffert était membre de l'American Society of Mechanical Engineers, de l'History of Science Society, de la National Association of Science Writers (en) et de la Newcomen Society (en).
En 1954, il reçoit le prix Kalinga récompensant la vulgarisation scientifique par l'UNESCO.
Il décède le 27 novembre 1956 d'un accident vasculaire cérébral alors qu'il avait continué à écrire quasiment jusqu'à sa mort.

## Récompenses
- Prix Kalinga (1954)